# Jarek II. ze Železnice
Jarek II. ze Železnice (před 1399 – 1434) byl český katolický šlechtic a rytíř z rodu pánů ze Železnice.

## Život
Narodil se před rokem 1399 Budivojovi II. ze Železnice a Bolce, pravděpodobně z Lemberka. Jeho manželkou byla Ernuše Hádačova z Rovně, dcera Markvarta z Rovně. Ačkoliv pocházel ze starobylého rodu, byla významnost pánů ze Železnice spíše na regionálně úrovni. Rodovým sídlem byl hrad Železnice u Jičína, který ovšem brzy zpustl a příslušníci rodu měli svá rodová sídla na různých místech v severovýchodních Čechách. Sídlem Jarka II. byl hrad Pecka.
První písemná zmínka o něm pochází z roku 1399, kdy patřil do panské jednoty. Finančně podporoval kostely nejen na svém panství, ale také např. kostel v Jablonném na lemberském panství. Po smrti Haška z Lemberka zdědil hrad Lemberk, kde nějaký čas sídlil. Ve spojitotsti s hradem je zmiňován mezi lety 1402–1411, ale pravděpodobně byl pouze spoludržitelem. V letech 1406–1409 vlastnil také semilské panství a ve stejné době i Smiříčno (dnes Mříčná). Po sňatku s Markvartovou dcerou získal také majetky na Chrudimsku. V roce 1426 vlastnil Verdek na Královédvorsku. Jeho sídlem však byla v letech 1407–1432 Pecka. Jako katolíka jej v srpnu 1432 na hradě oblehli sirotci, ovšem vzdorovat se mu podařilo až do Hromnic roku 1433, kdy s nimi uzavřel příměří. Zemřel po Vánocích 1434 a majetky po něm zdědil jeho syn Vaněk.